# Цивцкаро (Хашурский муниципалитет)
Цивцкаро (груз. ცივწყარო) — село в Грузии. Находится в Хашурском муниципалитете края Шида-Картли. Высота над уровнем моря составляет 950 метров. Население — 21 человек (2014).